# كارل ديتريش ايبرهارد كونيغ
كارل ديتريش ايبرهارد كونيغ (بالألمانية: Carl Dietrich Eberhard König)‏ (و. 1774 – 1851 م) هو عالم نبات، وعالم طبيعة من ألمانيا . ولد في براونشفايغ . وكان عضواً في الجمعية الملكية، والأكاديمية الروسية للعلوم .
توفي في لندن، عن عمر يناهز 77 عاماً.

## التعليم
تعلم في جامعة غوتنغن

## جوائز
حصل على جوائز منها:
- زمالة الجمعية الملكية.